# 重富温泉
重富温泉（しげとみおんせん）は、鹿児島県姶良市（旧国大隅国）にある温泉。

## 泉質
- ナトリウム - 塩化物泉
  - 源泉温度51.8℃
  - 源泉の色は薄く白みがかっている
  - 成分総量4,773mg/kg

## 温泉街
狩川沿いに日帰り入浴施設の「重富温泉」が存在しており、温泉を利用する施設は同施設のみである。

## 歴史
鹿児島県温泉処相撲番付（行司 : 高橋良明）によれば、序二段にランクされている。

## アクセス
- 鉄道 : 日豊本線重富駅下車徒歩約15分。